# Благодатне (станція, Одеська залізниця)
Благода́тне — проміжна залізнична станція 5-го класу Шевченківської дирекції Одеської залізниці на лінії Золотоноша I — Імені Тараса Шевченка між станцією Золотоноша I (10 км) та роз'їздом Панське (8 км). Розташована в однойменному селі Золотоніського району Черкаської області. Поруч зі станцією пролягає автошлях національного значення Н16 Золотоноша — Умань.

## Історія
Станція відкрита 1922 року під назвою Богушкова Слобода на збудованій у 1912—1914 роках залізничній лінії Золотоноша I — Черкаси.
Впродовж 1974—2020 років станція мала назву — Чапаївка (за тогочасною назвою села). Сучасна назва з 28 січня 2020 року.

## Пасажирське сполучення
На станції зупиняються приміські поїзди, що прямують до станцій Гребінка, Імені Тараса Шевченка, Черкаси.